# Im Soo-jung
Im Soo-jung (임수정?, Im Su-jeongLR, Rim Su-jŏngMR; Seul, 11 luglio 1979) è un'attrice sudcoreana.

## Filmografia

### Cinema
- Piano chineun daetongnyeong (피아노 치는 대통령?), regia di Jeon Man-bae (2002)
- Two Sisters (장화, 홍련?, Janghwa, HongryeonLR), regia di Kim Ji-woon (2003)
- A-i-enji (아이엔지?), regia di Lee Eon-hee (2003)
- Sad Movie (새드무비?), regia di Kwon Jong-kwan (2005)
- Gakseoltang (각설탕?), regia di Lee Hwan-kyung (2006)
- I'm a Cyborg, But That's OK (싸이보그지만 괜찮아?, Cyborgjiman gwaenchanh-aLR), regia di Park Chan-wook (2006)
- Haengbok (행복?), regia di Hur Jin-ho (2007)
- Jeon Woo-chi (전우치?), regia di Choi Dong-hoon (2009)
- Kim Jong-wook chatgi (김종욱 찾기?), regia di Chang You-jeong (2010)
- Saranghanda, saranghaji anhneunda (사랑한다, 사랑하지 않는다?), regia di Lee Yoon-ki (2011)
- Nae anae-ui modeun geot (내 아내의 모든 것?), regia di Min Kyu-dong (2012)
- Eunmilhan yuhok (은밀한 유혹?), regia di Yoon Jae-koo (2015)
- Sigan-italja (시간이탈자?), regia di Kwak Jae-young (2016)
- The Table (더 테이블?), regia di Kim Jong-kwan (2017)
- Dangsinui butak (당신의 부탁?), regia di Hyo-jin (2018)
- Cobweb (거미집?), regia di Kim Ji-woon (2023)

### Televisione
- Hakgyo 4 (학교 4) - serial TV (2001-2002)
- Mi-anhada, saranghanda (미안하다, 사랑한다) - serial TV (2004)
- Chicago tajagi (시카고 타자기) - serial TV (2017)
- Geomsaeg-eoreul imnyeokhase-yo: WWW (검색어를 입력하세요: www) - serial TV (2019)

## Premi e candidature
| Anno | Premio                                      | Categoria                                            | Opera                       | Risultato       |
| ---- | ------------------------------------------- | ---------------------------------------------------- | --------------------------- | --------------- |
| 2003 | Blue Dragon Film Awards                     | Miglior attrice esordiente                           | Two Sisters                 | Vincitore/trice |
| 2003 | Korean Film Awards                          | Miglior attrice esordiente                           | Two Sisters                 | Vincitore/trice |
| 2003 | Korean Association of Film Critics Awards   | Miglior attrice esordiente                           | Two Sisters                 | Vincitore/trice |
| 2003 | Busan Film Critics Awards                   | Miglior attrice esordiente                           | Two Sisters                 | Vincitore/trice |
| 2003 | Director's Cut Awards                       | Miglior attrice esordiente                           | Two Sisters                 | Vincitore/trice |
| 2004 | Festival internazionale del cinema di Porto | Miglior attrice in un film fantastico internazionale | Two Sisters                 | Vincitore/trice |
| 2004 | Premi Daejong                               | Miglior attrice esordiente                           | Two Sisters                 | Candidato/a     |
| 2004 | KBS Drama Awards                            | Miglior attrice esordiente                           | Mi-anhada, saranghanda      | Vincitore/trice |
| 2004 | KBS Drama Awards                            | Premio degli internauti                              | Mi-anhada, saranghanda      | Vincitore/trice |
| 2004 | KBS Drama Awards                            | Premio della popolarità                              | Mi-anhada, saranghanda      | Vincitore/trice |
| 2004 | KBS Drama Awards                            | Miglior coppia (con So Ji-sub)                       | Mi-anhada, saranghanda      | Vincitore/trice |
| 2005 | Baeksang Arts Awards                        | Miglior attrice esordiente (TV)                      | Mi-anhada, saranghanda      | Candidato/a     |
| 2006 | Premiere Rising Star Awards                 | Miglior attrice                                      |                             | Vincitore/trice |
| 2006 | Blue Dragon Film Awards                     | Miglior attrice                                      | Gakseoltang                 | Candidato/a     |
| 2007 | Asian Film Awards                           | Miglior attrice                                      | I'm a Cyborg, But That's OK | Candidato/a     |
| 2007 | Baeksang Arts Awards                        | Miglior attrice (Film)                               | I'm a Cyborg, But That's OK | Candidato/a     |
| 2007 | Blue Dragon Film Awards                     | Miglior attrice                                      | Haengbok                    | Candidato/a     |
| 2008 | Baeksang Arts Awards                        | Miglior attrice (Film)                               | Haengbok                    | Candidato/a     |
| 2008 | Buil Film Awards                            | Miglior attrice                                      | Haengbok                    | Candidato/a     |
| 2008 | Premi Daejong                               | Miglior attrice                                      | Haengbok                    | Candidato/a     |
| 2012 | Style Icon Awards                           | Style Icon                                           | -                           | Vincitore/trice |
| 2012 | Buil Film Awards                            | Miglior attrice                                      | Nae ana-ui modeun geot      | Candidato/a     |
| 2012 | Premi Daejong                               | Miglior attrice                                      | Nae ana-ui modeun geot      | Candidato/a     |
| 2012 | Blue Dragon Film Awards                     | Miglior attrice                                      | Nae ana-ui modeun geot      | Vincitore/trice |
| 2012 | Women in Film Korea Awards                  | Miglior attrice                                      | Nae ana-ui modeun geot      | Vincitore/trice |
| 2013 | Baeksang Arts Awards                        | Miglior attrice (Film)                               | Nae ana-ui modeun geot      | Candidato/a     |